# СЭС Сарань
СЭС «Сара́нь» (каз. Саран күн электр станциясы) — солнечная электростанция фотоэлектрического типа, расположенная в городе Сарань Карагандинской области Республики Казахстан. Является одной из крупнейших действующих (наряду с СЭС «Бурное» в Жамбылской области и СЭС «Нура» в Акмолинской области) солнечных электростанций Казахстана. Первая солнечная электростанция на территории Карагандинской области. Принадлежит ТОО «SES Saran».

## История
Впервые проект солнечной электростанции был представлен на международной выставке EXPO 2017. Строительство электростанции началось в 2017 году. Главным инвестором проекта выступила немецкая компания Solarnet GmbH в лице генерального директора Йоахима Голдбека (Joachim Goldbeck). За пять месяцев силами 400 рабочих был произведён монтаж 76,9 тысяч свай, 5,5 тысяч металлоконструкций, 307,7 тысяч солнечных модулей и 20 инверторных подстанций. По различным причинам ввод в эксплуатацию затянулся. В декабре 2018 года электростанция начала работать в тестовом режиме. Официальный пуск СЭС «Сарань» состоялся 23 января 2019 года.

## Описание
Для производства электричества станция использует 307 000 фотоэлектрических модулей общей площадью 164 гектара. Модули типа CS6U произведены компанией Canadian Solar по безрамочной технологии glas-glas, которая не позволяет задерживаться пыли, снегу и образованию наледи на поверхности солнечной панели. Для преобразования вырабатываемой энергии используются инверторные станиции SmartGen компании Schneider-Electric. Стоимость проекта по одним данным составила 105,3 миллионов долларов США, по другим — 137 миллионов долларов. Проектная мощность электростанции составляет 147 млн кВт/ч. Выработанная электроэнергия подаётся в сеть по линиям АО КЕГОК. Персонал станции — 20 человек.